# Francis na Marinha
Francis in the Navy (prt/bra: Francis na Marinha) é um filme estadunidense de 1955, em preto e branco, do gênero comédia, dirigido por Arthur Lubin para a Universal Studios.